# Pseudodeltoida aroa
Pseudodeltoida aroa är en fjärilsart som beskrevs av George Thomas Bethune-Baker 1906. Pseudodeltoida aroa ingår i släktet Pseudodeltoida och familjen nattflyn. Inga underarter finns listade i Catalogue of Life.